# Torme
Torme es una localidad y una Entidad Local Menor situadas en la provincia de Burgos, comunidad autónoma de Castilla y León (España), comarca de Las Merindades, partido judicial de Villarcayo, ayuntamiento de Villarcayo de Merindad de Castilla la Vieja.

## Geografía
Es un pueblo situado en el norte de la provincia en la vertiente mediterránea, valle del río Trema, situado en su margen izquierda, al norte del municipio, junto a la Merindad de Sotoscueva. Dista 6 km de Villarcayo, cabeza de partido, y a  81 de Burgos. 

### Comunicaciones
- 'Carretera:  Autonómica BU-562, que tiene su origen en la también  autonómica CL-629 , atraviesa la vecina localidad de Campo , donde tiene su origen la carretera provincial BU-V-5627 de acceso a Villanueva la Blanca. Autobús Villarcayo-Espinosa de los Monteros.

## Demografía
En el censo de 1950 contaba con  347 habitantes, reducidos a 48 en el padrón municipal de 2014.

## Historia
Lugar del Partido de Campo uno de los tres en que se dividía la Merindad de Castilla la Vieja  ,    adscrita al  Corregimiento de las Merindades de Castilla la Vieja, jurisdicción de realengo con regidor pedáneo.
A la caída del Antiguo Régimen queda agregado al ayuntamiento constitucional   de Merindad de Castilla la Vieja , en el partido de Villarcayo perteneciente a la región de  Castilla la Vieja.

## Patrimonio
El núcleo urbano conserva varias casas armeras de interés. Destaca la Casa-palacio del siglo XVI, perteneciente a la familia López de Salazar situada a la entrada del pueblo con exquisita decoración renacentista en la fachada principal, y la Casa-Palacio que perteneció a la familia Salinas-Varona.
Iglesia católica de San Martín: siglo XII, con elementos románicos en su ábside, en los capiteles y en la portada.
Ermita de los Mártires, a un kilómetro del pueblo a orillas del Trema.

## Parroquia
Iglesia católica de  San Martín Obispo, dependiente de la parroquia de Salazar en el Arcipestrazgo de Merindades de Castilla la Vieja, diócesis de Burgos.

## Hijos ilustres
Entre los hijos ilustres de Torme resaltan los descendientes americanos de la familia Salinas-Varona, el gobernador de Nueva León Gregorio de Salinas Varona o el alcalde de Lima Antonio Salinas y Castañeda